# Casas de Garcimolina
Casas de Garcimolina ist ein Ort und eine zentralspanische Gemeinde (municipio) mit 30 Einwohnern (Stand: 2024) im Norden der Provinz Cuenca in der Autonomen Region Kastilien-La Mancha. 

## Lage und Klima
Casas de Garcimolina liegt auf der Westseite des Iberischen Gebirges in einer Höhe von ca. 1125 m. Die Provinzhauptstadt Cuenca befindet sich gut 85 Kilometer (Fahrtstrecke) westnordwestlich. Das Klima im Winter ist gemäßigt, im Sommer dagegen warm bis heiß. Regen (514 mm/Jahr) fällt das ganze Jahr über.

## Bevölkerungsentwicklung
| Jahr      | 1970 | 1981 | 1991 | 2001 | 2011 | 2021 |
| Einwohner | 108  | 62   | 42   | 34   | 31   | 29   |

## Sehenswürdigkeiten
- Johannes-der-Täufer-Kirche (Iglesia de San Juan Bautista)

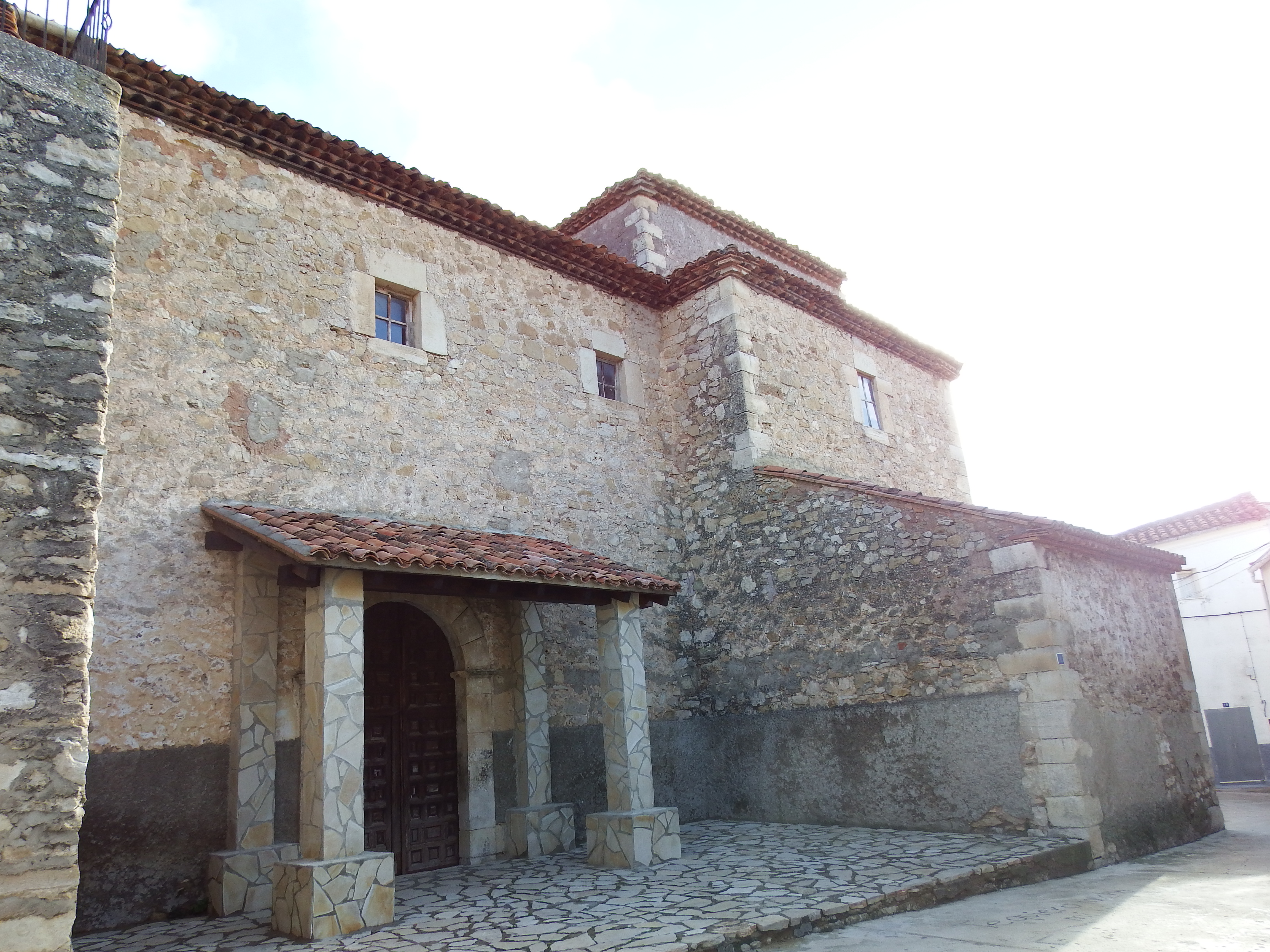
Johannes-der-Täufer-Kirche
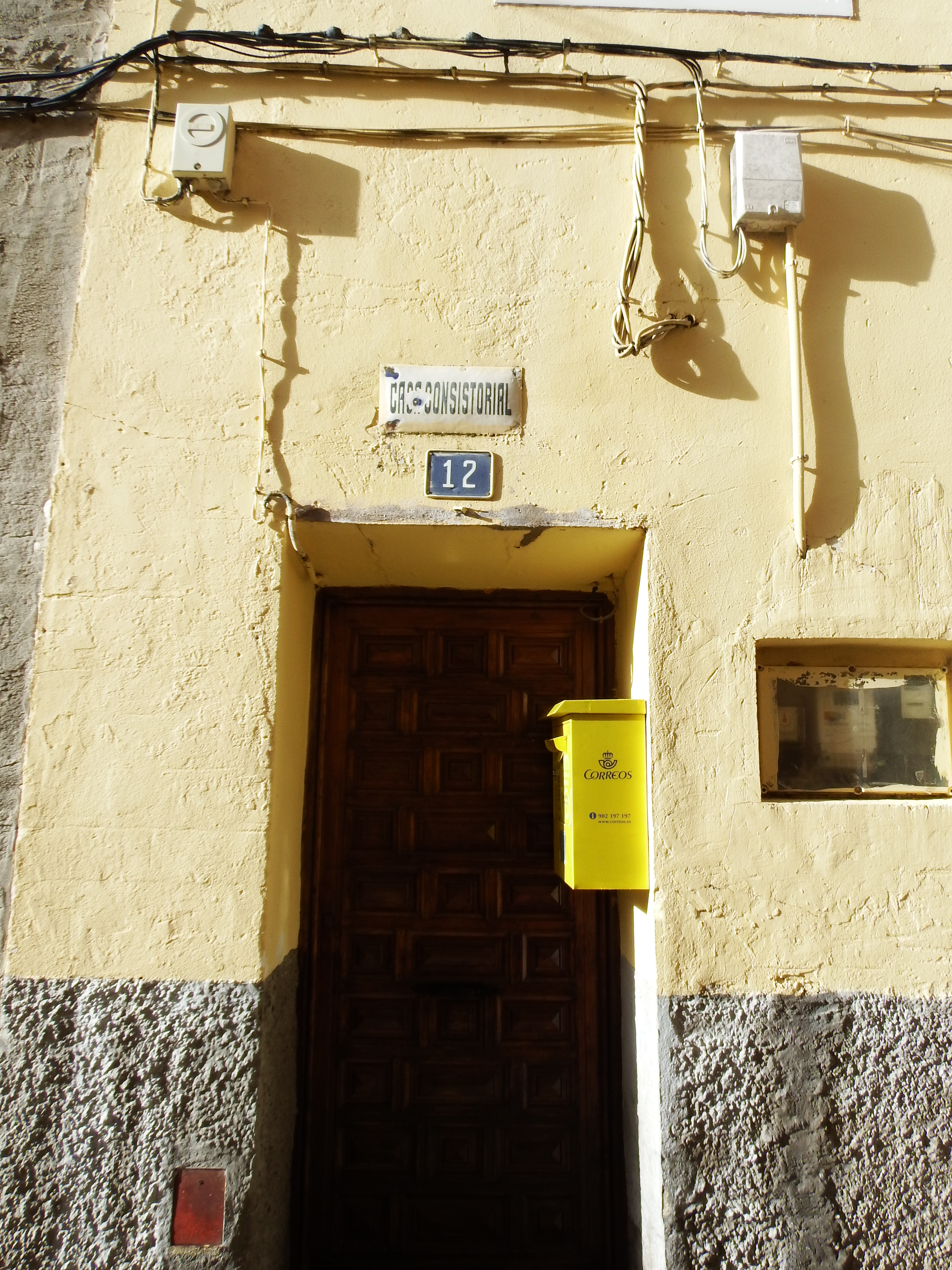
Rathaus